# Úherce (kraj pilzneński)
Úherce – miejscowość i gmina (obec) w Czechach, w kraju pilzneńskim, w powiecie Pilzno Północ. W 2022 roku liczyła 384 mieszkańców.